# بينغ زينلي
بينغ زينلي (بالصينية: 彭欣力) (22 يوليو 1991 بتشنغدو في الصين - ) هو لاعب كرة قدم صيني في مركز الوسط. شارك مع منتخب الصين تحت 20 سنة لكرة القدم ومنتخب الصين تحت 23 سنة لكرة القدم ومنتخب الصين لكرة القدم. أما مع النوادي، فقد لعب مع غوانغجو إفرغراند تاوباو وChengdu Tiancheng F.C. ‏ ونادي تشونغتشينغ ليانغجيانغ وMeizhou Hakka F.C. ‏.

## وصلات خارجية
- بينغ زينلي على موقع قاعدة بيانات كرة القدم.إي يو (الإنجليزية)
- بينغ زينلي على موقع ناشيونال فوتبول تيمز (الإنجليزية)
- بينغ زينلي على موقع Soccerway.com (الإنجليزية)